# Mancelos
Mancelos is een plaats (freguesia) in de Portugese gemeente Amarante en telt 3 504 inwoners (2001).